# Alcoholische dranken in Zweden

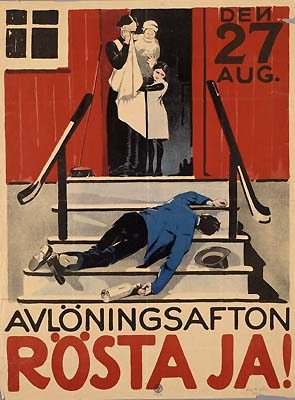
Affiche uit 1922 voor het referendum over een drooglegging

Alcoholische dranken in Zweden zijn net zo gebruikelijk als in de rest van de westerse wereld. Historisch gezien behoort Zweden tot de zogenaamde vodka belt waar veel alcohol werd geconsumeerd, maar sinds het midden van de 20e eeuw is het drankgebruik meer op dat van West-Europa gaan lijken, met een toenemende consumptie van wijn.

## Dranken en merken
De bekendste Zweedse specialiteit is bränvinn, een sterke drank gestookt van graan en aardappels, waarvan wodka de bekendste variant is. Wanneer de drank met kruiden op smaak gebracht wordt, heet het aquavit.
Lager is de meest gebruikte biersoort en wordt in de horeca vaak als een stor stark geserveerd. Ook lättöl is populair met zijn alcoholgehalte van circa 2%. De meeste mensen blijven na één glas ervan namelijk nog onder de wettelijke alcohollimiet die geldt voor bestuurders van voertuigen.

## Geschiedenis
Destillatie kwam in de 15e eeuw, maar de productie en verkoop van bränvinn werd in sommige perioden verboden. Toen Zweden in de 19e eeuw werd geïndustrialiseerd en verstedelijkte, zorgde overmatig alcoholgebruik voor een afnemende algemene gezondheid en toename van sociale problemen. In 1905 kreeg de Zweedse overheid een monopolie op de verkoop van alcohol. In 1922 werd middels een referendum beslist dat alcohol nog wel verkocht mocht worden, hoewel met behulp van het zogenoemde  brattsysteem (brattsystemet) de alcoholconsumptie tot 1955 werd gereguleerd. Toen Zweden in 1995 tot de Europese Unie toetrad, werden veel regelingen versoepeld.

## Systembolaget
De alcoholverkoop in Zweden wordt door de overheid gereguleerd, waardoor drank enkel in een Systembolaget (systeembedrijf) kan worden gekocht. Er geldt een minimumleeftijd van 20 jaar voor het aanschaffen van alcoholische drank boven de 3,5%.

## Bier
Bier is verdeeld in drie 'klassen'. Klasse I is lättöl (licht bier; tot 2,25%), dat zonder restricties wordt verkocht. Klasse II is folköl (volksbier; 2,25-3,5%), waarvoor een minimumleeftijd van 18 jaar geldt, maar dat wel in gewone winkels wordt verkocht. Klasse III is voor starköl (sterk bier), dat enkel in de Systembolaget mag worden verkocht.

## Import
Vanuit andere EU-landen kan voor persoonlijk gebruik ongelimiteerd drank worden ingevoerd. Vanwege de lagere belastingen halen veel Zweden hun drank in 2018 daarom uit Estland en Duitsland.

## Horeca
In restaurants en bars kan alcohol worden geschonken van 11.00 tot 01.00 uur, hoewel sommige steden een latere sluitingstijd hanteren. Bars mogen alleen alcohol schenken wanneer zij als restaurant staan geregistreerd. Om die reden verkopen veel bars ook eten. Tot 1977 moesten bars en restaurants verplicht eten serveren bij het verkopen van alcoholische drank. Om die reden kochten klanten eenvoudig voedsel dat ze niet altijd opaten.